# Гордиенко, Сергей Иванович
Гордиенко, Сергей Иванович (род. 30 января 1958 г.) — украинский профессиональный путешественник, специалист по экстремальному одиночному выживанию, историк-исследователь, миграциолог, этнограф, писатель, фотохудожник.
Действительный член Украинского географического общества и почетный член Национального географического общества США, доцент и начальник лаборатории спортивного туризма Киевского университета экономики и туризма.
Наряду со своим основным призванием профессионального путешественника, Гордиенко проводит значительную общественную работу встречаясь во время экспедиции с учащимися средних школ, студентами вузов, широкой общественностью. Колоссальный жизненный опыт в сочетании с наработанным фактическим материалом по тактике выживания в экстремальных ситуациях, жизненные правила общения с природой становятся значительным событием для слушателей. Как доцент КУТЭП, Сергей Гордиенко создал уникальный спецкурс по психологии выживания человека в экстремальных условиях. Член ДООН «Видергебурт».
Является создателем школы «Азбука выживания».
Гордиенко также является директором исторических программ регионального центра ЮНЕСКО.
Действительный член международной Академии устойчивого развития общества и личности, почетный академик Академии детско-юношеского туризма и краеведения (Москва). Награждён почетным знаком «Герой-патриот Приднепровья».

## Биография
Родился в Днепропетровске. В 1986 г. закончил Днепропетровский университет.
С 1979 до 1992 г.г. служил в силовых структурах.
Дочери — Виктория и Алиса.
В 1999 г. Гордиенко создал экспедиционный центр «Солоэкстрим», целью которого является подготовка специалистов по выживанию и проведению экстремальных экспедиций.
С 2003 г. начата комплексная кругосветная программа «Solotransglobal».Комплексная научно-культурологическая экспедиция, состоит из нескольких этапов. Впервые в истории профессиональных путешествий реализуется одиночный пешеходный переход и сплав на каяке без использования автотехнических средств. Главной целью является сбор материала о психологии выживания в экстремальных условиях.

## Путешествия и экспедиции
Путешествует Гордиенко почти всю свою сознательную жизнь. Сначала это был спортивный туризм: водный, горный, лыжный, пешеходный, спелеотуризм. С 1970 года осуществил около тридцати категорийных походов, как руководитель и участник, почти во всех уголках Советского Союза: Алтай, Хибины, Таймыр, Якутия, Ямал, Приморье. Стал мастером спорта.
С 1971 г. занимался спортивным (водным) туризмом, сплавляясь по горным рекам СССР: в Сибири и на русском севере.
В 1988 г. руководил Всесоюзной лыжной комсомольско-молодежной экспедицией с Кольского полуострова на Соловки (Знак Почета ЦК ВЛКСМ).
В 1990 г. руководил первопрохождением якутской реки Ыркан комплексной пеше-водной экспедицией мастеров туризма (золотая медаль чемпионата Украины по спортивному туризму и звание мастера спорта Украины).
В 1992 г. руководил экспедицией в Приполярный и Полярный Урал, результатом которой стал фильм о северных шаманах и культах.
1993 г.— лыжная экспедиция к островам Известий ЦИК в Карском море, пеший переход через тундру Таймыра.
В 1992 году выступил с инициативой первой украинской национальной экспедиции к Северному Полюсу. Экспедиция не состоялась из-за волокиты чиновников, в связи с чем Гордиенко пришлось взять участие в российской программе МЧС «Учения МЧС России в Арктике» («Северный полюс-95»), посвященных 50-летию Победы в Великой Отечественной войне (свидетельство о достижении Полюса подписано министром МЧС России Сергеем Шойгу).
В рамках этой экспедиции, благодаря Гордиенко, 17 апреля 1995 года флаг Украины был впервые установлен на Северном Полюсе.
В 1996 году Сергей стал участником первой украинской антарктической экспедиции и более года провёл в Антарктиде на станции «Академик Вернадский». Он выполнял функции полевого метеоролога и инструктора по технике выживания в высоких широтах. В состоянии изоляции совершил одиночный переход от ледника Уиггинса до ледника Ларсена. В одиночку зашел на вершины Скотта, Шеклтона Люмьера и другие. На некоторых участках Антарктиды были проведены экспедиционные выходы с доктором геогр наук Владиславом Тимофеевым и австралийским путешественником Эриком Крокером..
1998 г. — участие в экспедиции «Полярный экстрим» (переход через Северный Полюс в Канаду).
1999 год — «Второй раз попасть туда я не желаю» — такие слова произнёс Сергей Иванович, рассказывая о своём путешествии по Южной и Центральной Америке. Опасности подстерегали на каждом шагу. И не только в виде сюрпризов природы. Даже довелось пробираться через джунгли в составе партизанского отряда с оружием в руках. На каноэ проплыл по легендарной реке Амазонка.
На протяжении 1999—2000 гг. прошёл вдоль Южной Америки от города Ушуая на Огненной Земле до Мехико в Мексике — более чем 19 тыс. км.
В 2002 году Гордиенко стал инициатором экспедиции «Путь из варяг в греки», (памяти подводной лодки «Курск») но из-за чиновничьих интриг руководство этого мероприятия оказалось у других людей. В ответ на это он совершил одиночный переход от Северного Ледовитого океана до Чёрного моря. Путь длиною в 6 тысяч километров от Мурманска до Севастополя путешественник преодолевал, как пешком, так и на каяке. В рамках экспедиции в Севастополе состоялась панихида памяти моряков проведенная ВМФ России и Украины.
Декабрь 2003 г. — старт комплексной кругосветной программы «Solotransglobal». Маршрут первого этапа от Севастополя через Сибирь до Владивостока протяжённостью более 15 тысяч километров, Сергей Гордиенко закончил в конце 2006 года. Эту часть большого пути компанию первопроходцу составил лабрадор по кличке Пеленг Румб. Собака (племенной завод Nec Plus Ultra) была подарена заводчиками Людмилой Левиной и Сергеем Митиным из Балаклавы (Севастополь).
Март 2007 г. — второй этап «Solotransglobal». Из Владивостока Гордиенко пролыл на каяке вдоль побережья к Магадану, где попал в 6-балльный шторм. Пришлось четверо суток бороться со стихией в маленькой лодочке. Потом были Камчатка и посещение японского острова Хоккайдо, как дань памяти погибшему в 1984 году при восхождении на высочайшую точку Северной Америки гору Мак-Кинли экстремалу-путешественнику Наоми Уэмура.
В 2008 г. в рамках трансконтинентального перехода, длившегося 3,5 года Гордиенко прошёл пешком весь БАМ и проплыл р. Обь от Новосибирска до Салехарда (4 тыс. километров), а потом прошагал Полярный Урал и дошел до Санкт-Петербурга. В Белоруссии Гордиенко попал в зону сильных лесных пожаров, где горели торфяники. Закончился 2-й этап экспедиции в Севастополе в конце 2011 года.
В 2012 году — третий этап проекта «Solotransglobal». Экспедиция, посвященная памяти Георгия Седова. Старт пешеходной части экспедиции состоялся из пгт Седово (Донецкая обл., Украина) с финишем в г. Кемь (Карелия, Россия), затем — автономное пересечение Белого моря (Соловецкие острова) до г. Архангельска и обратно пешеходный переход до пгт Седова. Общая протяженность маршрута за 12 месяцев составила 7 тыс. км.
В 2013—2014 г.г. — экспедиция «Киммерийская параллель»: каботажное плаванье Севастополь — Седово — Днепропетровск протяженностью 4,5 тыс. км, длившееся 1,5 года.
В 2014 г. — автопробег-восхождения к вершинам Кавказского хребта (от Софийского перевала к вершине горы Пшиш, где была установлена табличка и венок памяти десантной группы, которая в 1943 г. вела там бои с немецким подразделением «Эдельвейс»).
Также в 2014 г. -тренировочная пешая экспедиция Днепропетровск-Кинбурнская коса-Днепропетровск, протяженностью 1,9 тыс. км.
В 2015 г. — тренировочная морская экспедиция «Демонстрация намерений» (Днепропетровск- Днестровский лиман- Скадовск — Очаков — Днепропетровск), протяженностью 2,35 тыс. км. Экспедиция была посвящена памяти украинского путешественника Алексея Коровина, погибшего при переходе через Африку.
В 2016 г. морская экспедиция «От Борисфена к острову Змеиный» Днепропетровск- Вилково — о. Змеиный — Днепропетровск протяженностью 2,5 тыс. км стартовала 29 июля и закончилась 26 ноября.
В 2017 г. - комплексная морская экспедиция «Мост содружества»: р. Днепр — Чёрное море: Одесса — Вилково — Констанца (Румыния) — Варна (Болгария) — Синоп (Турция) — Батуми (Грузия). На таком плавсредстве (5-метровый каяк) такой маршрут (более 4,5 тыс. км) был пройден впервые в истории.
2019-2020 гг. - морская экспедиция "Средиземноморский континуум"  (г. Киев (р. Днепр) - Черное море - Средиземное море - г. Барселона - Средиземное море - Черное море - р. Днепр - г. Днепр). Однако из-за вспышки в Европе эпидемии Covid-19 завершить ее путешественнику не удалось. А широкомасштабное вторжение войск РФ в Украину (24 февраля 2022 г.) и вовсе сделало невозможным в обозримом будущем завершение этого международного проекта.
Тем не менее, чтобы и во время войны не терять необходимые навыки и физическую форму, Сергей Гордиенко в 2023 году (с 25 марта по 1 сентября) провел экспедицию-акцию "Украина - крепость Европейской Свободы". Это был пеший поход из г. Днепр до наивысшей украинской горы Говерлы (2061 м), восхождение на нее и возвращение обратно в г. Днепр. В рамках этой экспедиции 14 июня 2023 г. впервые в истории на вершине Говерлы Сергеем Ивановичем была проведена лекция. Ее тема - "Альтернативные путешествия как фактор развития цивилизации", аудитория - 27 человек (возраст - от 7 до 64 лет), взошедших на вершину вместе с ученым-путешественником. Этот факт был зафиксирован в "Книге рекордов Украины". Всего в этом походе путешественник преодолел 2,5 тыс. км.
По результатам экспедиций вышло 18 научных статей и 3 книги, посвященные технике и психологии выживания.
Информация подтверждена документально Киевским университетом туризма, экономики и права.